# St. Martin (Hinang)

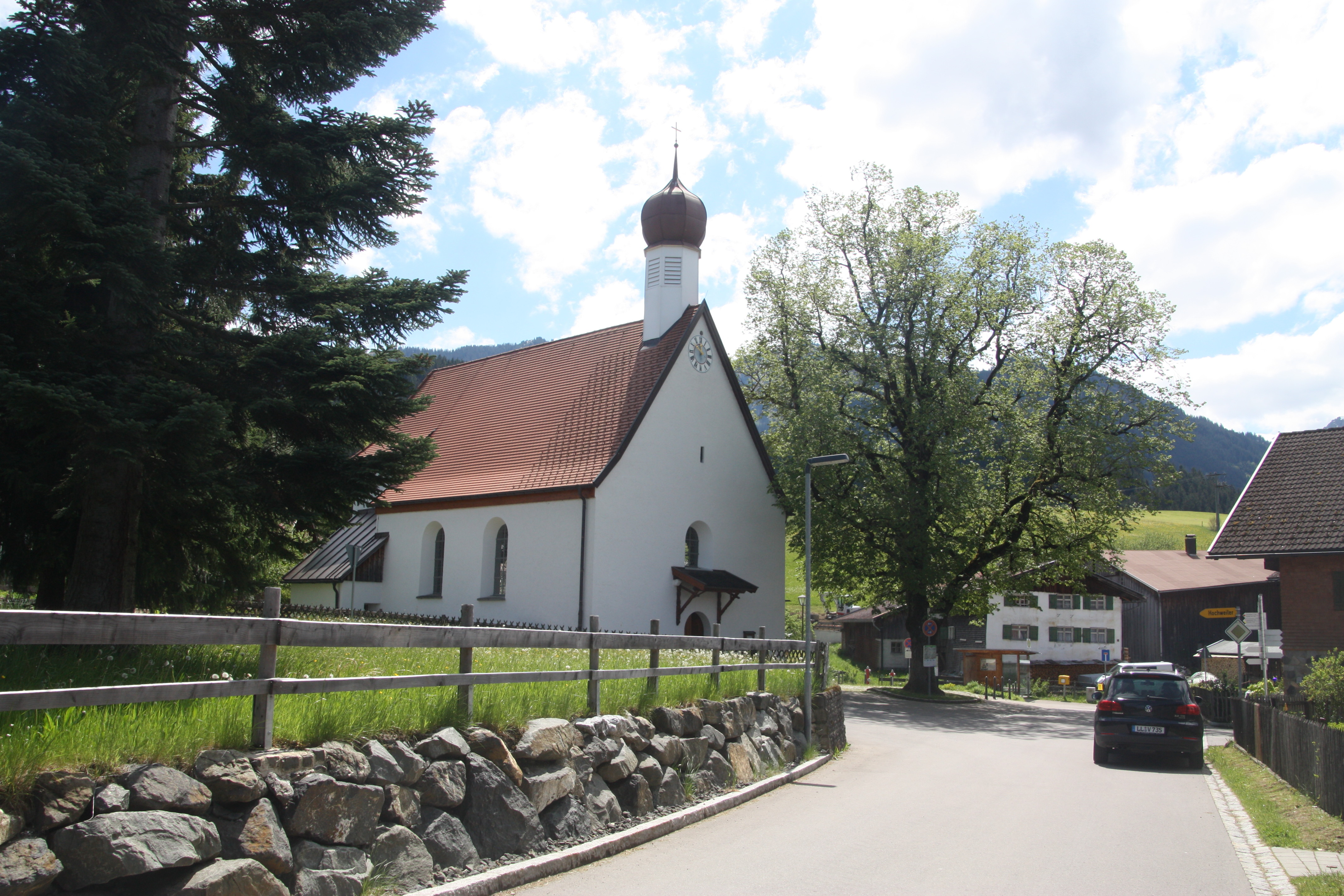
St. Martin in Hinang

Die römisch-katholische Kapelle St. Martin steht in Hinang, einem Gemeindeteil von Sonthofen im schwäbischen Landkreis Oberallgäu in Bayern. Das Bauwerk ist in der Liste der Baudenkmäler in Sonthofen als Baudenkmal unter der Nr. D-7-80-139-41 eingetragen.

## Beschreibung
Die Kapelle wurde 1686–88 erbaut. Die Saalkirche besteht aus einem Langhaus und einem eingezogenen, dreiseitig geschlossenen Chor im Osten. Über der Fassade im Westen, in der sich das Portal befindet, erhebt sich ein achteckiger Dachreiter, der den Glockenstuhl beherbergt und der mit einer Zwiebelhaube bedeckt ist. 
Der Innenraum des Langhauses ist mit einer abgebeizten Kassettendecke überspannt, der des Chors mit einem Stichkappengewölbe. Auf dem Altarretabel des 1704/05 gebauten Hochaltars ist Martin von Tours dargestellt. Zum um 1690 gebauten linken Seitenaltar gehört ein vormaliger Mittelschrein eines spätgotischen Flügelaltars von 1511 aus der Werkstatt von Ivo Strigel, vermutlich von Hans Thoman oder Christoph Scheller.